# Machaeranthera pinnatifida
Machaeranthera pinnatifida là một loài thực vật có hoa trong họ Cúc. Loài này được (Hook.) Shinners mô tả khoa học đầu tiên năm 1964.